# オーベルジュ

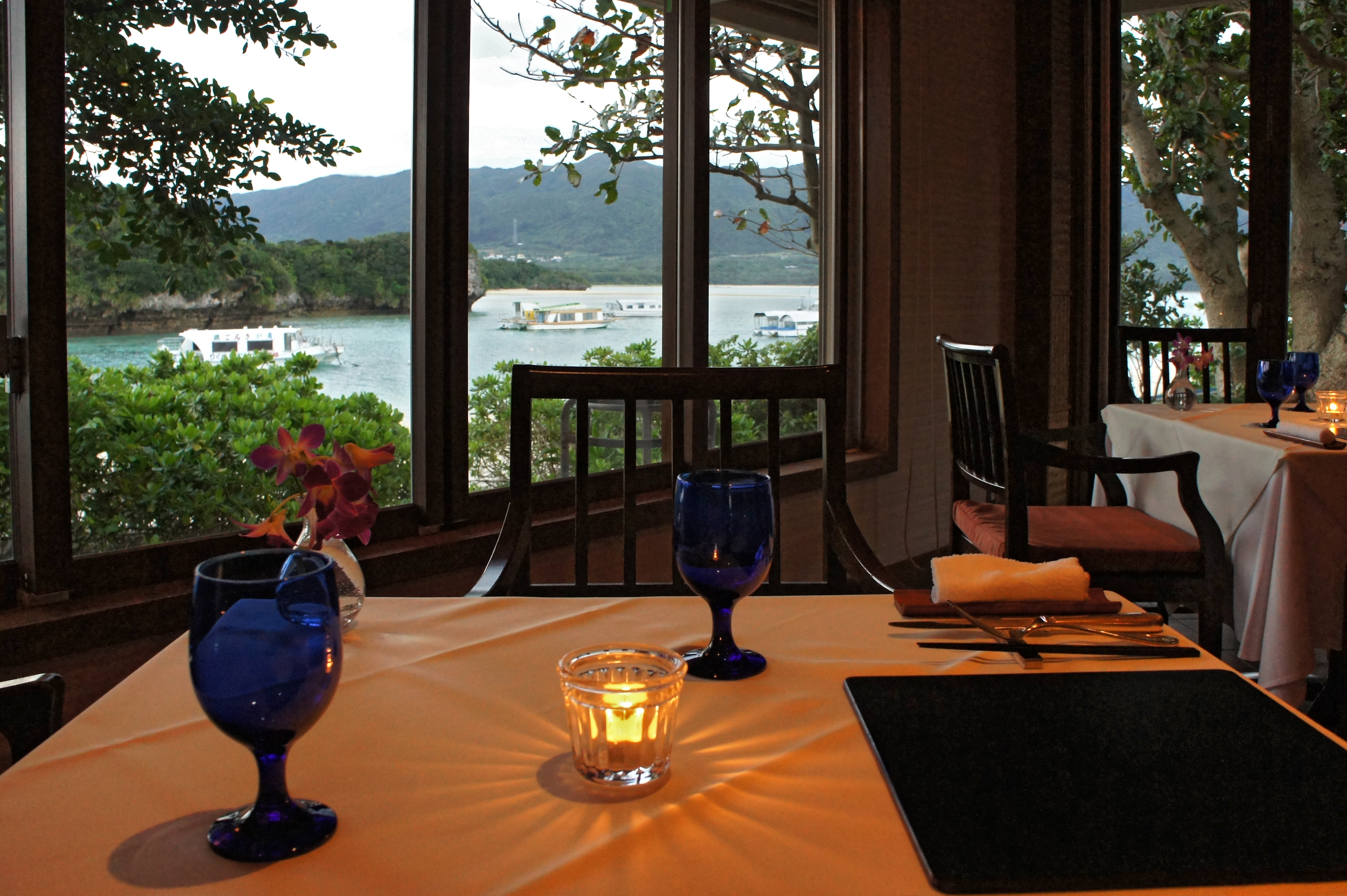
リゾート地のオーベルジュ

オーベルジュ（仏: Auberge）とは、主に郊外や地方にある宿泊設備を備えたレストランである。

## 歴史
発祥のフランスにおけるオーベルジュの歴史は中世まで遡るとも言われるが、1900年に創刊されたミシュラン・ガイドが星によるレストランの格付けを1926年から始め、自動車が普及するようになると地方にあるオーベルジュも注目されるようになった。
オーベルジュとは直訳すると”旅籠”で、”郷土料理を提供するレストラン付きのホテル”を意味するフランス語である。
シェフが土地土地の食材を新鮮なうちに仕入れたいがために郊外でレストランをオープンさせ、客はシェフの味を求めて車で遠路レストランへやってくる。食事とともにワインなどのアルコールも嗜むため、その日に車で帰宅することが困難となる客が多い。その際、レストランのオーナーやシェフが、遠路食事に来てくれた客に休んでもらうためレストランの２階やスタッフの居住スペースを提供しもてなした、というのがオーベルジュの始まりともされている。
そういった成り立ちからか、フランスの多くのオーベルジュの客室は20室程度とこぢんまりとしており、大都市から離れた田舎にある家族経営の施設がほとんどで、きめ細かで家族的なもてなし、その土地の旬の素材をいかした本格的な料理が最大の魅力である。

## 日本のオーベルジュ
日本では1970年代以降、フレンチの一般化と共に、全国の観光地やリゾート地、別荘地などにもオーベルジュがオープンするようになった。現在の日本におけるオーベルジュは、日本独自の旅文化とも融合し、日本料理や世界各地の料理を提供する多彩なスタイルで登場している。前述のようなフランスやヨーロッパ各地のオーベルジュを体験し感銘を受けた料理人などが、同じようなきめ細かなもてなしや土地ならではの旬の食材を使った料理を提供する宿泊施設に憧れて開業するパターンが多い。
「オーベルジュ」は商標ではなく業態であり、その実態は宿泊施設を備えた「レストラン」である。したがって、オーナーは料理人であることが多く、宿泊業をメインとするペンションや旅館とは異なり、宿泊業と飲食業を兼ね備えている施設がほとんどである。宿泊業がメインではないためレストランの規模に合わせた宿泊設備を備えるという考え方があり、結果として客室数の少ない施設が多い傾向にある。
ただし、特に2000年以降は食事を提供しないなど名ばかりのオーベルジュも増え、フランスで誕生したオーベルジュの流れを汲んでいない施設も見受けられるようになったため利用には注意が必要。
オーベルジュの業界団体として日本オーベルジュ協会がある。本協会は1986年に神奈川県足柄下郡箱根町に開業した「オーベルジュ オー・ミラドー」が日本初のオーベルジュと主張しているが、1984年に長野県小県郡長和町で「オーベルジュ ド バレ ブランシュ」が、また1985年には長野県茅野市に「オーベルジュ シャンブルドート ピステ」が開業しており、根拠は定まっていない。